# Radvanovce
Radvanovce es un municipio del distrito de Vranov nad Topľou en la región de Prešov, Eslovaquia, con una población estimada a final del año 2024 de 213 habitantes.
Se encuentra ubicado en el centro-sur de la región, cerca del río Topľa (cuenca hidrográfica del río Tisza) y de la frontera con la región de Košice.

## Demografía
| Año        | 1994 | 2004    | 2014     | 2024    |
| ---------- | ---- | ------- | -------- | ------- |
| Población  | 176  | 190     | 211      | 213     |
| Diferencia |      | +7,95 % | +11,05 % | +0,94 % |

| Año        | 2023 | 2024    |
| ---------- | ---- | ------- |
| Población  | 215  | 213     |
| Diferencia |      | −0,93 % |